# 梁垛镇
梁垛镇，是中华人民共和国江苏省盐城市东台市下辖的一个乡镇级行政单位。

## 行政区划
梁垛镇下辖以下地区：
登云社区、新桥社区、咸桥社区、茶亭社区、鹤伦社区、小樊村、殷乐村、沈倪村、如意村、梁西村、舍港村、梁垛村、梁北村、梁南村、安洋村、永和村、高柳村、中联村、牌楼村、丁堡村、大凡村、牌沟村、孔堡村、张倪村、四港村、高窑村、单南村、通城村、临塔村、泰河村、董贤村、中南村、兴鹤村、双河村、梁垛水产场生活区和台南水产场生活区。